# Desmognathus wrighti
Desmognathus wrighti é uma espécie de salamandra da família Plethodontidae.
É endémica dos Apalaches.
Os seus habitats naturais são: florestas temperadas, rios intermitentes e nascentes de água doce.
Está ameaçada por perda de habitat.